# Il Parnasso in festa
Il Parnasso in festa (HWV 73, Originaltitel Parnasso in festa per li sponsali di Teti e Peleo) ist eine Serenata in drei Teilen von Georg Friedrich Händel. Als Verfasser des anonymen Librettos wird Giacomo Rossi vermutet. Die Uraufführung fand halbszenisch am 13. März 1734 im King’s Theatre am Haymarket in London anlässlich der Hochzeit von Prinzessin Anne mit dem Prinzen Wilhelm von Oranien unter der Leitung Händels statt. Sie war einer der Höhepunkte der Feierlichkeiten.

## Entstehung
Anlässlich der Hochzeit von Händels Schülerin und Förderin Prinzessin Anna mit dem Prinzen von Oranien wurden zwei größere musikalische Werke aufgeführt. Händels Konkurrenzunternehmen, die Opera of Nobility, führte ein Oratorium über das Thema David und Bathseba auf. In diesem biblischen Stoff begeht König David Ehebruch und lässt den Ehemann seiner Geliebten töten. Zudem stirbt das Kind Davids und Bathsebas kurz nach der Geburt. Händel dagegen fand für seine Second Academy ein geeigneteres Thema aus der griechischen Mythologie. Apollo und die Musen feiern die Hochzeit von Thetis und Peleus, ein vornehmes tugendhaftes Paar, dessen Liebe sich erst im Verlauf der Handlung entwickelt. Das Libretto wurde exklusiv für diesen Anlass von einem anonymen Textdichter geschrieben. Dieser betonte den dynastischen Anspruch des Hauses Hannover, das die Hochzeit ausrichtete. Händel wählte die Gattung der Serenata als halbszenische Kompositionsform, die damals üblicherweise zur Feier und Huldigung hochrangiger Personen des öffentlichen Lebens genutzt wurde. Es ist sein einziger Beitrag zu dieser Gattung.
Da Händel in einem vertrauensvollen Verhältnis zur Prinzessin Anne stand und auch der englische König Georg II. seiner Musik einen hohen Wert beimaß, musste die Komposition einen besonders prachtvollen Charakter erhalten. Er übernahm zu diesem Zweck große Teile des für Oxford geschriebenen und in London noch nicht aufgeführten Oratoriums Athalia, änderte die Reihenfolge der Sätze, fügte neun neue Nummern hinzu und überarbeitete vieles sorgfältig. Die Qualität der Bearbeitung bewertete der zeitgenössische Musikhistoriker Charles Burney folgendermaßen: „Die italienischen Worte sind der entlehnten Musik, was Betonung und Ausdruck anlangt, mit solchem Verständniß und solcher Aufmerksamkeit untergelegt, daß, wenn uns nicht die neue und besondere Gelegenheit bekannt wäre, zu welcher Parnasso in Festa bearbeitet wurde, es schwer sein müßte zu entdecken, ob die Musik ursprünglich für die Serenata oder für das Oratorium componirt wurde.“ Die Premiere fand am 13. März 1734, dem Vorabend der Hochzeit, im King’s Theatre am Hay Market in London statt. Sie wurde außerordentlich positiv aufgenommen, und es fanden einige Folgeaufführungen statt.
Die Orchesterbesetzung sieht neben dem damals üblichen Opernorchester von 24 Streichern, Oboen, Fagotten, zwei Cembali und Theorbe eine Erweiterung um Flöten, Blockflöten, Hörner, Trompeten und „timpani scordati“ (gedämpfte Pauken) vor.

## Handlung
Die Serenata spielt auf dem festlich geschmückten Parnass-Gebirge, dem Sitz des Gottes Apollo und der Musen. Sie hat keine eigentliche Handlung im Sinne einer Oper. Stattdessen treten die Protagonisten nach und nach auf. Sie besingen das Lob der reinen Liebe und feiern gemeinsam mit Tanz und Gesang die Hochzeit der Nymphe Thetis, der Tochter des Meeresgottes Nereus, mit dem thessalischen Helden Peleus.

### Erster Teil
Im ersten Teil treten die Muse der Geschichtsschreibung Clio, der Gott Apollo, dessen Sohn, der Sänger Orfeo, der Kriegsgott Marte und der kommentierende Chor auf. Clio stellt die Anwesenden vor, und Apollo lädt die Musen zur Feier ein. Apollo bittet um den Segen Jupiters. Clio erinnert nun an Apollos eigene Geschichte mit der Nymphe Daphne. Diese war vor seiner Liebeswerbung geflohen und von den Göttern in einen Lorbeerbaum verwandelt worden, um ihm entkommen zu können. Apollo verdrängt diese Erinnerungen und fordert alle auf, zum Lobe Bacchus’ zu trinken. Marte stimmt ein Trinklied an, und auch Clio überlässt sich ganz der Wirkung des Alkohols.

### Zweiter Teil
Der zweite Teil ist der Orfeo-Thematik gewidmet. Calliope, die Muse der Dichtung, Apollo, die Jägerin Cloride, Euterpe, die Muse der Poesie, Clio und der Chor preisen wechselweise die Liebe, die Treue und die Kunst Orfeos. Orfeo selbst gibt seinem Schmerz über den Verlust seiner Geliebten Eurydice Ausdruck. Nach ihrem Tod war er in die Unterwelt hinabgestiegen, um sie zurückzuholen. Da er aber auf dem Rückweg dem göttlichen Befehl, sich nicht nach ihr umzuschauen, nicht Folge leisten konnte, hatte er sie ein zweites Mal verloren. Apollo bittet ihn, seine Trauer zu vergessen. Clio sagt, dass Orfeos’ Gesang die Natur zum Schweigen bringen und die Vögel das Singen vergessen lassen könne. Chloris würde gerne auch andere als nur besänftigende Töne hören und wird vom Chor mit einem Jagdlied zufriedengestellt. Calliope fragt Orfeo warum er zurückgeblickt habe, als er aus der Hölle kam. Er wünscht sich, die traurige Erinnerung vergessen zu können und bittet den Chor um Mitleid. Apollo tröstet ihn damit, dass seine Liebe eine so keusche und reine Flamme sei, dass sie den Zorn der höllischen Wesen („infernals“) beschwichtigen werde. Clio und die Musen erklären, dass die Tugenden von Peleus und Thetis die Erde mit einer Größe segnen würden, die der Macht Orfeos’ gleich käme. Apollo fordert die Tritonen Neptuns auf, zur Feier der Hochzeit ihre Trompeten zu blasen. Im Orchester spielen hier allerdings Hörner anstelle von Trompeten.

### Dritter Teil
Im letzten Teil vereinigen sich die Götter, Musen, Nymphen und Hirten, um ein Hohelied auf das Brautpaar, die Liebe, auf heldenhafte Nachkommen und den Ruhm anzustimmen. Mit militärischen Klängen kündigt die Sinfonia die Ankunft von Marte an. Er eröffnet den dritten Teil, in dem er gemeinsam mit dem Chor den Brautleuten ihr ruhmreiches Schicksal zeigt. Orfeo sagt dem Paar glorreiche Nachfahren voraus. Calliope bittet Peleus, er möge die heldenhaften Taten seiner Vorfahren nachahmen. Nach Aufforderung Apollos überreichen die Nymphen und Hirten dem glücklichen Paar Früchte und Blumen. Clio wünscht dem Paar ein langes glückliches Leben, dessen Tugend der Welt als Beispiel dienen soll. Euterpe betet dafür, dass das Paar alle Herzen gewinnen möge. Apollo prophezeit, unterstützt vom Chor, dem Paar eine lange Linie von heldenhaften und glücklichen Nachkommen.

## Aufführungsgeschichte
Nach der Uraufführung vom 13. März 1734 gab es im King’s Theatre noch vier Folgeaufführungen am 16., 19., 23. und 26. März 1734. Die Besetzung war:
- Apollo – Giovanni Carestini, genannt „Il Cusanino“ (Mezzosoprankastrat)
- Clio – Anna Maria Strada del Pó (Sopran)
- Orfeo – Carlo Scalzi, genannt „Il Cichione“ (Soprankastrat)
- Calliope – Margherita Durastanti (Mezzosopran)
- Clori – Maria Caterina Negri (Alt)
- Euterpe – Maria Rosa Negri (Sopran)
- Mars – Gustav Waltz (Bass)

Weitere Londoner Wiederaufnahmen der Händel-Zeit fanden am 9. und 11. März 1737 im Theatre Royal Covent Garden sowie am 8. November 1740 im Lincoln’s Inn Fields Theatre statt.
Die berühmteste zeitgenössische Wiederaufnahme gab es aus Anlass des siebten Hochzeitstages von Prinzessin Anne am 14. März 1741. Diese fand wieder am King’s Theatre, dem Schauplatz der Uraufführung, mit originalem Bühnenbild und originalen Kostümen statt.
Aus neuerer Zeit sind einige Aufführungen und eine CD-Aufnahme zu nennen:
- In Hilversum fand am 6. November 1972 eine Aufführung des Omroep Orkest unter der Leitung von Jack P. Loory mit den Sängern Maureen Lehane (Apollo), Karin Ostar (Clio), Jeannette van Dyck (Orfeo), Elisabeth Cooymans (Calliope), Catharina Hessels (Euterpe/Eurilla) und Henk Smit (Marte/Proteo) statt. Ein Mitschnitt wurde am 21. Februar 2005 vom niederländischen Concertzender gesendet.[2][3]
- Am 16. Mai 2005 wurde im Rahmen der 85. Internationalen Händel-Festspiele Göttingen 2005 in der Stadthalle Göttingen eine Rekonstruktion der Uraufführungs-Fassung vorgestellt. Hans-Christian Rademann leitete den Dresdner Kammerchor und das Dresdner Barockorchester. Die Solisten waren Simone Kermes (Orfeo), Lydia Teuschner (Clio), David Cordier (Apollo), Matthias Rexroth (Calliope), Marlen Herzog (Euterpe) und Hendryk Böhm (Marte). Ein Mitschnitt wurde am 19. Juni 2005 von NDR Kultur gesendet.[4]
- 2008 erschien eine CD des Ensembles The King’s Consort unter der Leitung von Matthew Halls mit den Solisten Carolyn Sampson (Clio), Diana Moore (Apollo), Lucy Crowe (Orfeo), Rebecca Outram (Calliope), Ruth Clegg (Clori) und Peter Harvey (Marte).
- Bei den Händel-Festspielen Halle 2014 gab es am 9. Juni 2014 eine Aufführung in Halle. Andrea Marcon leitete das Vokalensemble Basel und das La Cetra Barockorchester Basel. Es sangen David Hansen (Apollo), Martina Janková (Clio), Paolo Lopez (Orfeo), Silke Gäng (Calliope/Cloride), Jenny Högström (Euterpe) und Ismael Arroniz (Marte). Diese Aufführung wurde am 22. Juni 2014 von Deutschlandradio Kultur gesendet.[5]